# Pravopis
Pravopis (ili ortografija od grč. ὀρθός (orthos) pravilno i γράφειν (grafein) pisati) je naziv za skup pravila koji određuje način pisanja nekog jezika.
Pravopisi se uređuju prema raznim načelima. Ta se načela odnose na različite dijelove pisane prakse: jedna odlučuju o interpunkciji, druga o velikim i malim slovima, treća o rastavljenom i sastavljenom pisanju riječi, četvrta o pisanju izgovaranih glasova, i još neka. Najzanimljivija su i najvažnija ona četvrta, a prema njima se onda i klasificiraju pravopisi pojedinih jezika. Pravopisi konkretnih jezika gotovo nikada nisu uređeni po samo jednome takvu načelu, ali jedno uvijek prevladava i onda pojedini pravopis nazivamo po tome temeljnom načelu. Tako primjerice na slavenskome jugu u slovenskom i bugarskom jeziku prevladava morfonološko načelo, pa njihove pravopise nazivamo morfonološkima, a u hrvatskom, srpskom, makedonskom i crnogorskom prevladava fonološko načelo, pa su njihovi odgovarajući pravopisi fonološki. Stoga ćemo prikazati razna pravopisna načela:

## Fonetsko načelo
Prvo je načelo fonetsko. Po njemu bi trebalo pisati objektivno postojeće stvarne, fizičke glasove koje izgovaramo. Tako bi se primjerice u hrvatskome morao posebnim slovima pisati glas n kakav je u sastanak (to je naš najčešći najobičniji n, kakav je npr. u dan, danas, noć), drugi glas n u genitivu sastanka (takav n imaju Englezi, pišu ga dvoslovom ng, što najčešće nije n + g), treći glas u sastančiti ako dobro izgovaramo č (takav n imaju indijski jezici), četvrti u anđeo (takav n imaju Rusi). Otkako se u čovječanstvu piše, nije bilo pravopisa u kojem bi prevladavalo fonetsko načelo, nešto jače bilo je zastupljeno u sanskrtskome pravopisu, ali pisanje su u tome jeziku uveli učeni ljudi tek kada je on već bio mrtav kao u Europi latinski, pa nije bilo naroda koji bi se mogao buniti.

## Fonološko načelo
Dok se u znanosti nije razlikovala fonetika od fonologije, pravopise uređene prema fonološkome načelu zvali su fonetskima, a mnogi ih laici i danas tako zovu. Fonologija se ne bavi ljudskim glasovima kao fizičkim pojavama, nego glasovima kako se odražavaju u svijesti prosječnoga govornika određenog jezika, pa su onda za nas svi gore navedeni fizički različiti glasovi tipa n jednostavno glas n. Tako shvaćen glas zove se fonem i piše se u kosim zagradama (primjerice fonem /n/). Prema fonološkome načelu pišu se isti fonemi uvijek jednako. Tako mi prema fonološkome pravopisu pišemo vrapca iako je nominativ vrabac, jer je glas p u vrapca za našu svijest (a ovaj put i fizički) savršeno jednak kao p u hropca prema nominativu hropac. Hrvatski je pravopis fonološko-morfonološki, iako u njemu ima i primjesa nekih drugih načela, o čemu poslije.

## Morfonološko načelo
Treće se načelo naziva morfonološkim (ili rjeđe i duže morfofonološkim). Prema tome načelu ne označuju se u pismu fonemi koji se stvarno izgovaraju, nego se zadržavaju slovni znaci za foneme u osnovnome obliku. Ako je osnovni oblik nominativ vrabac, onda po tome načelu i u genitivu treba biti vrabca. Morfonološko su načelo u starijoj filologiji zvali etimološkim (korijenskim), a mnogi ga i danas tako zovu, jedni iz neznanja, drugi svjesno radi difamacije onih koji se s njima ne slažu. No to je posve drugačije, sljedeće načelo.

## Etimološko (korijensko) načelo
Sljedeće, četvrto načelo, jest etimološko (korijensko). Ni ono, kao ni fonetsko, nije do sada prevladavalo ni u čijem pravopisu. U morfonološkome pravopisu znamo da je b u vrabca prema vrabac, t u svatba prema svatovi, d u sladka prema sladak, i slično. Ali ako neki Slaveni pišu oblike kakvi bi u hrvatskome bili *istba, *obći za izba, opći, onda za to nema uporišta u drugim riječima ili u oblicima, nego valja znati etimologiju, koja je vrlo specijalna i uska lingvistička disciplina. Etimološka je primjesa u ruskome pravopisu pisanje nastavaka -ogo, —ego (naše -oga, -ega), iako je izgovoru v umjesto g, a za pisanje g umjesto v nema u suvremenom ruskome nikakva razloga. Prema strogo etimološkom načelu mi bismo pisali dhor umjesto tvor.

## Historijsko načelo
Rusko pisanje —ogo, —ego umjesto -ovo, —evo može se objasniti ne samo etimološkim nego i petim načelom, historijskim. A ponekad je teško razlikovati i morfonološko načelo od historijskoga. Tako bi se, da ostanemo na ruskome, poznato rusko zanemarivanje akanja na pismu moglo objasniti u nekim slučajevima morfonološki (primjerice pisanje voda umjesto izgovornoga vada zbog akuzativa vodu), ali ipak preteže historijsko načelo, jer ono objašnjava i one slučajeve gdje nema morfonološke podrške, pa za pisanje potok umjesto izgovornoga patok nema kriterija dostupnoga prosječnomu čovjeku. Dobre primjere za primjenu historijskoga načela nudi francuski pravopis — u njem se i danas veoma često piše kako se nekada davno izgovaralo. Tako se za “100” piše cent, a danas izgovara sa (a = nosni a).

## Arbitrarni propisi
Šesto načelo nije u pravom smislu načelo — radi se o arbitrarnim propisima u nekim pravopisima, Tako se u španjolskome vokal i u riječima uvijek piše i ali kada je sam (tada služi kao veznik), piše se slovo y, koje inače predstavlja glas /j/. U ruskome pravopisu do 1918. pisao se vokal i latiničkim slovom i ispred vokala i ispred ruskoga slova za glas j, a u svim ostalim slučajevima normalnim ćiriličkim slovom и (uz jednu iznimku, o kojoj poslije).

## Ideografsko načelo
Posljednje, sedmo načelo, ideografsko, veoma je rijetko zastupano u postojećim pravopisima. Ono se ponekad primjenjuje kada se bez ikakva temelja, kakvi postoje u svim do sada obradenim načelima, određuje neki način pisanja isključivo prema značenju u inače posve jednaku izgovoru. Tako se ruska riječ izgovarana m’ir pisala ćiriličkim slovom и u značenju ‘mir’, a latiničkim slovom i u značenju ‘svijet’. To je već spomenuta iznimka.
Iznesenih sedam načela obuhvaćaju svu pravopisnu problematiku što se tiče predstavljanja izgovora slovima. Ali ta se tema ne iscrpljuje pravopisom (ortografijom), tu odlučuje i slovopis (grafija) pojedinoga jezika.